# NGC 715
NGC 715 (również PGC 6991) – galaktyka spiralna (Sb), znajdująca się w gwiazdozbiorze Wieloryba. Odkrył ją Ormond Stone 12 grudnia 1885 roku.